# Guy Henry (équitation)
Guy Vernor Henry Junior (1875 - 1967) est un cavalier sportif et militaire de l'armée américaine ayant porté le grade de Major général. Lors des Jeux olympiques d'été de 1912, il remporte la médaille de bronze par équipe en concours complet. 

## Biographie
Guy Vernor Henry Junior est né dans une famille de militaires. Il est le fils de Guy Vernor Henry, major général décoré de la Medal of Honor ayant également tenu le poste de Gouverneur de Porto Rico. Après avoir achevé ses études à l'Académie militaire de West Point en 1894, il se distingue lors de la guerre hispano-américaine et obtient une Silver Star en 1899,.
Il est diplômé de l'école américaine de cavalerie en 1903. Entre 1906 et 1907, il part étudier en France à l'école de cavalerie de Saumur. De son enseignement saumurois, il retire une nouvelle approche de l'équitation qui l'amène à revoir l'approche de dressage des chevaux américains. Il l'applique à son retour aux États-Unis en l'enseignant à Fort Riley, comme à l'académie de West Point ou encore à l'école de police montée. Il amène ainsi les américains à utiliser la bride complète et le filet comme embouchure plutôt qu'un mors courbe particulièrement sévère.
Il épouse Mary Ingram Rogers le 29 octobre 1910.
En 1912, il participe aux Jeux olympiques d'été dans les trois disciplines équestres, soit le dressage, le saut d'obstacles et le complet. Lors de ces Jeux, il obtient la médaille de bronze par équipe en complet, et termine à la 4e place par équipe en saut d'obstacles.
Entre 1916 et 1918, il sert en tant que directeur d'équitation à l'Académie militaire de West Point. Il obtient par la suite le poste de chef de la cavalerie américaine de 1930 à 1934. C'est également le premier président américain de la Fédération équestre internationale, poste qu'il occupe de 1931 à 1935. Il participe activement à l'organisation des épreuves équestres lors des Jeux olympiques d'été de 1932 à Los Angeles où il tient le poste de directeur. Commandant de l'école de cavalerie de Fort Riley au Kansas de 1935 à 1939, il officie également en tant que juge officiel lors des Jeux de 1932 et de 1936. Il est aussi chef d'équipe de l'équipe américaine olympique lors des Jeux de 1936 et de 1948. Il fait partie du comité équestre olympique de 1930 à 1960.
Il décède le 29 novembre 1967.

## Palmarès
- 1912 : Médaille de bronze par équipe en concours complet avec Chiswell lors des Jeux olympiques d'été de 1912 à Stockholm (Suède)[7]
- 1912 : 4e par équipe en saut d'obstacles lors des Jeux olympiques de 1912[6]

## Mémoires
Guy Hnery a écrit ses mémoires :
- A Brief Narrative of the Life of Guy V. Henry, Jr, 1944[6]